# Astellas Pharma
Astellas Pharma Inc. (アステラス製薬株式会社?, Asuterasu Seiyaku Kabushiki-gaisha) è una società farmaceutica giapponese nata il primo aprile 2005 dalla fusione di Yamanouchi Pharmaceutical Co., Ltd. (山之内製薬株式会社?, Yamanouchi Seiyaku Kabushiki-gaisha) con Fujisawa Pharmaceutical Co., Ltd. (藤沢薬品工業株式会社?, Fujisawa Yakuhin Kōgyō Kabushiki-gaisha).
Le principali aree di interesse di Astellas sono: urologia, immunologia, dermatologia, cardiologia. Nuovi farmaci sono in sviluppo per quanto riguarda le malattie infettive, diabete, oncologia, e le malattie del sistema nervoso centrale.
La sede della compagnia è a Tokyo, con centri di ricerca a Tsukuba and Osaka. Al di fuori del Giappone i principali centri di ricerca sono a Deerfield, Illinois, e a Leiderdorp, nei Paesi Bassi. Il fatturato delle due compagnie prima della fusione era di 7.9 miliardi di dollari nel 2004. In tutto il mondo gli impiegati sono più di 17,000.

## Storia
Fujisawa Shoten è stata fondata nel 1894 da Tomokichi Fujisawa a Osaka, ed è stata ribattezzata Fujisawa Pharmaceutical Co. nel 1943.
Yamanouchi Yakuhin Shokai è stata fondata nel 1923 da Kenji Yamanouchi a Osaka. Rinominata Yamanouchi Pharmaceutical Co. nel 1942 fu trasferita a Tokyo.
Entrambe le compagnie iniziarono la loro espansione all'estero nello stesso periodo, aprendo una sede a Taiwan rispettivamente nel 1962 e 1963, e negli Usa e Europa nel 1977. Fujisawa acquistò Lyphomed nel 1990 e impiantò così il suo centro di R&D negli Usa a Deerfield, Illinois. Il centro di ricerca Yamanouchi di Leiderdorp fu istituito con l'acquisizione della divisione farmaceutica di Royal Gist Brocades nel 1991.
Fujisawa and Yamanouchi si fusero alla pari creando Astellas Pharma nell'Aprile del 2005.
Nel luglio del 2010 Astellas ha acquistato OSI Pharmaceuticals per 4 miliardi di dollari.

## Prodotti
Alcuni dei più noti farmaci di Astellas includono:
- Prograf (tacrolimus) - prevenzione del rigetto
- Amevive (alefacept) - psoriasi
- VESIcare (solifenacin succinate) - Vescica iperattiva
- Omnic (tamsulosin hydrochloride) - Iperplasia prostatica
- Vaprisol (conivaptan) - Iposodiemia
- AmBisome (amphotericin B) - Anti-micotico
- Mycamine (micafungin sodium) - Anti-micotico
- Vibativ (telavancin) - Antibiotico